# Awngi (Sprache)
Awngi ist eine Zentral-Kuschitische Sprache, die von den Awis, einer Ethnie in Zentral-Gojjam im nordwestlichen Äthiopien, gesprochen wird. In der Literatur wird die Sprache als eine Agau-Sprache klassifiziert, und als solche gehört sie zum Kuschitischen Zweig der Afro-Asiatischen Sprachfamilie.
Die meisten Sprecher leben in der Agew Awi Zone, einem Bezirk der Amhara Region. Es gibt aber noch weitere Gruppen von Sprechern in verschiedenen Gegenden der Metekel Zone, einem Bezirk der Benishangul-Gumuz-Region. Der Status des Kunfel, einer anderen südlichen Agaw-Sprache in der Gegend westlich des Tanasees, ist noch nicht abschließend geklärt. Es ist mit dem Awngi eng verwandt und könnte ein Dialekt sein.

## Phonologie

### Vokale
|             | vorn | zentral | hinten |
| ----------- | ---- | ------- | ------ |
| offen       | i    | ɨ       | u      |
| geschlossen | e    | a       | o      |

Der Zentralvokal /⁠ɨ⁠/ ist der standardmäßige epenthetische Vokal der Sprache und fast vollständig in seinem Auftreten vorhersagbar.

### Konsonanten
|                 |               | labial | alveolar | Palato-Velar | Palato-Velar | Uvular | Uvular |
| einfach         | labialisiert  | labial | alveolar | einfach      | labialisiert |        |        |
| --------------- | ------------- | ------ | -------- | ------------ | ------------ | ------ | ------ |
| Verschlusslaute | stimmlos      | p      | t        | k            | kʷ           | q      | qʷ     |
| Verschlusslaute | stimmhaft     | b      | d        | g            | gʷ           | ɢ      | ɢʷ     |
| Affrikaten      | stimmlos      |        | ʦ        | ʧ            |              |        |        |
| Affrikaten      | stimmhaft     |        | z        | ʤ            |              |        |        |
| Frikative       | Frikative     | f      | s        | ʃ            |              |        |        |
| Nasale          | Nasale        | m      | n        | ŋ            | ŋʷ           |        |        |
| Laterale        | Laterale      |        | l        |              |              |        |        |
| Tap             | Tap           |        | r        |              |              |        |        |
| Approximanten   | Approximanten | w      |          | j            |              |        |        |

- /⁠h⁠/ tritt vor allem in Lehnworten in freier Variation mit Null auf.
- /⁠ɢ⁠/ wird gewöhnlich als uvularer stimmhafter Frikativ [⁠ʁ⁠] realisiert.
- Obwohl /⁠z⁠/ und /⁠ʤ⁠/ phonetisch in den meisten Umgebungen als Frikative realisiert werden, sind sie doch aufgrund ihres Verhaltens in phonologischen Regeln in vieler Hinsicht als die stimmhaften Gegenstücke zu den stimmlosen Affrikaten anzusehen.[6][7]

### Töne
Palmer und Hetzron haben beide drei bedeutungsunterscheidende Tonhöhen im Awngi identifiziert: Hoch, Mittel und Tief. Der Tiefton tritt allerdings nur am Wortende auf dem Vokal a auf. Ein fallender Ton (Hoch-Mittel) erscheint ebenfalls nur am Wortende.

### Die Silbe
Die Silbe passt im Awngi normalerweise in das maximale Silbenschema CVC (C steht für einen Konsonanten, V für einen Vokal). Das bedeutet, dass man höchstens einen Konsonanten im Silbenanlaut und im Silbenreim findet. Ausnahmen kann es an Wortgrenzen geben, wo extrametrikalische Konsonanten auftreten können.

### Phonologische Prozesse

#### Gemination
In nicht-anlautenden Positionen gibt es im Awngi Kontrast zwischen geminierten und nicht-geminierten Konsonanten. Bei den folgenden Konsonanten tritt der Kontrast nicht auf: /ɢ, ɢʷ, ʦ, ʧ, j, w, ʒ/.

#### Vokalharmonie
Wenn ein Suffix mit dem geschlossenen [+hoch] Vokal i an einen Stamm angehängt wird, kommt es zu einer produktiven Vokalharmonie. Hetzron nennt diesen Prozess Vokalhöhen-Assimilation. Der Prozess findet nur statt, wenn der zugrundeliegende Vokal der letzten Stammsilbe e ist. Dieser Vokal und alle vorangehenden Manifestationen von e und o übernehmen das Merkmal [+hoch], bis ein anderer Vokal angetroffen wird. Dann wird die Vokalharmonie abgeblockt. Hetzron liefert das folgende Beispiel: /moleqés-á/ ‘Nonne’ vs. /muliqís-í/ ‘Mönch’.

## Rechtschreibung
Awngi wird in den Grundschulklassen 1 bis 6 in der Awi Zone als Unterrichtssprache verwendet. Die Rechtschreibung basiert auf der äthiopischen Schrift. Besondere Schriftzeichen fürs Awngi sind ጝ für den Laut ŋ und ቕ für den Laut q. Das Zeichen ፅ wird für ts, das Zeichen ኽ für den Laut ɢ verwendet. Verschiedene Gesichtspunkte der Awngi Rechtschreibung sind noch nicht abschließend geklärt.

## Morphologie

### Das Nomen
Das Nomen wird markiert für Numerus mit Genus (Maskulinum, Femininum oder Plural) und für Kasus. In einer Nominalklasse ist der Nominativ nicht markiert, in anderen Klassen durch -i für maskuline Nomen und durch -a für feminine Nomen. Andere Kasus sind Akkusativ, Dativ, Genitiv, Lokativ, Direktional, Ablativ, Komitativ, Komparativ, Invokativ und Translativ. Hetzron nennt auch den Adverbial als einen Kasus des Awngi, aber eine Interpretation als Derivationsmarkierung scheint angemessener zu sein. Sowohl Numerus mit Genus als auch Kasus werden durch Suffixe am Stamm markiert.

### Das Verb
Die Verbalmorphologie des Awngi weist eine Fülle von Konjugationsformen auf. Die vier Hauptzeiten sind Imperfektiv Vergangenheit, Imperfektiv Nicht-Vergangenheit, Perfektiv Vergangenheit und Perfektiv Nicht-Vergangenheit. Es gibt zahlreiche weitere koordinierte und subordinierte Formen, die wie die Hauptzeiten allesamt als Suffixe am Verbstamm markiert werden. Hinsichtlich der Person gibt es im Awngi die folgenden Unterscheidungen: 1sg, 2sg, 3mask, 3fem, 1pl, 2pl, 3pl.
Hetzron wies nach, dass die Verbalmorphologie des Awngi sich am ökonomischsten beschreiben lässt, wenn man für jedes Verb vier verschiedene Stämme ansetzt. Der erste Stamm wird für 3mask, 2pl und 3pl genutzt, der zweite für 1sg, der dritte für 2sg und 3fem, und der vierte für 1pl. Diese vier Stämme müssen für jedes Verb im Lexikon verzeichnet werden (und dazu auch noch der Infinitiv und die Imperativ-Formen); sie dienen dann als Basis für alle Formen des Verbs. Diese Stämme bleiben in allen Paradigmen gleich, und die Oberflächenformen aller Mitglieder eines Paradigmas lassen sich zuverlässig vorhersagen, wenn der Stamm sowie das unveränderliche Tempussuffix bekannt sind.

## Syntax
Das Hauptverb im Satz steht ausschließlich am Satzende. Die Konstituentenreihenfolge im Satz ist Subjekt-Objekt-Prädikat. Subordination und Koordination wird ausschließlich durch Suffixe am Verb erzielt.